# Jonathan Cecil
Jonathan Hugh Gascoyne-Cecil, più noto come Jonathan Cecil (Londra, 22 febbraio 1939 – Londra, 22 settembre 2011), è stato un attore, doppiatore e giornalista britannico.

## Biografia

### Infanzia e gioventù
Nato a Londra, Inghilterra, Cecil discende da una stirpe nobiliare, è infatti figlio di Lord David Cecil e Rachel MacCarthy; pertanto nipote di James Gascoyne-Cecil, IV marchese di Salisbury, e del critico letterario Desmond MacCarthy. Il suo bisnonno è l'ex primo ministro conservatore Robert Gascoyne-Cecil, III marchese di Salisbury.
Cresciuto a Oxford, dove il padre era professore di inglese, Cecil ha studiato all'Eton College, dove ha iniziato a recitare piccoli ruoli in alcune rappresentazioni teatrali; ed al New College, dove studia lingua vivente, specializzandosi in francese, continuando a recitare a teatro.
Vivendo a Oxford ha modo di conoscere e fare amicizia con Dudley Moore e Alan Bennett. In una trasposizione della commedia di Ben Jonson Bartholomew Fayre, Cecil interpreta il doppio ruolo di un lunatico di nome Troubadour e di una venditrice di maiali. In merito all'inizio della sua carriera recitativa egli ha affermato:
(Jonathan Cecil)
Conseguita la laurea, Cecil, al fine di perseguire una carriera da attore, passa due anni alla London Academy of Music and Dramatic Art, dove riceve lezioni, tra i tanti, da Michael MacOwan e Vivian Matalon, frequentando i corsi assieme a Sir Ian McKellen e Sir Derek Jacobi.

### La carriera
La prima apparizione televisiva di Cecil è stata al fianco di Vanessa Redgrave nella serie BBC First Night, trasmessa nel febbraio 1964. Tale esperienza è stata definita dall'attore come il suo "battesimo di fuoco" in quanto osservato da metà nazione. In seguito passa diciotto mesi mettendo in scena ruoli di repertorio a Salisbury, quali: il Delfino in Santa Giovanna, Benjamin Disraeli in Ritratto di una regina, Trinculo in La tempesta e ruoli vari in tutte le altre opere di Shakespeare. In proposito di tale decisione l'attore ha dichiarato che: «Imparari a fare un'entrata e poi fai un'uscita».
Nel maggio 1965 debutta al Teatro del West End con la drammaturgia di Julian Mitchell A Heritage and Its History, poi replicato al Teatro Phoenix di Londra. Le recensioni della sua performance sono talmente positive da portarlo poco tempo dopo a lavorare a Half-Way up the Tree, opera prodotta da Binkie Beaumont, scritta da Sir Peter Ustinov e diretta da Sir John Gielgud.
Nei film e nelle serie televisive cui ha preso parte, Cecil ha generalmente interpretato personaggi dell'alta società britannica. I suoi ruoli più noti comprendono Cummings in Diary of a Nobody (1964), il capitano Cadbury in Dad's Army (1973), Bertie Wooster in Thank You, P.G. Wodehouse (1981), Ricotin in E la nave va (1983) ed il capitano Hastings in Agatha Christie: 13 a tavola (1985), Caccia al delitto e Agatha Christie: Delitto in tre atti (entrambi del 1986). È stato definito "uno dei migliori sviluppi imprevisti dell'altà società della sua epoca" ed è apparso anche nella serie TV L'ispettore Barnaby.
Ha inoltre lavorato in radio nella prima trasposizione radiofonica di Guida galattica per autostoppisti e in The Brightonomicon, nonché nella commedia BBC The Next Programme Follows Almost Immediately. Ha inoltre sostenuto il provino per il ruolo del reverendo Mervyn Noote, il cappellano del vescovo Cuthbert Hever nella sitcom All Gas and Gaiters, ruolo in seguito andato a Derek Nimmo.
Molto nota in patria è inoltre il suo doppiaggio degli audiolibri di P. G. Wodehouse.
Occasionalmente inoltre, Cecil ha scritto degli articoli per The Spectator e The Times Literary Supplement, in uno dei quali ha dichiarato:
(Jonathan Cecil)
Mentre in un'altra occasione ha confessato che:
(Jonathan Cecil)

### Morte
il 22 settembre 2011, Cecil muore di polmonite al Charing Cross Hospital di Londra, all'età di 72 anni. L'attore aveva sofferto di un enfisema.

## Vita privata
Cecil si è sposato due volte: la prima nel luglio 1963 con l'attrice Vivien Sarah Frances Heilbron, da cui è divorziato pochi anni dopo; e la seconda il 3 novembre 1976 con Anna Sharkey, anch'essa attrice. Non ha mai avuto figli da nessuna delle due.

## Filmografia

### Cinema
- The Ordeal of Richard Feverel, regia di Rex Tucker - film TV (1964)
- Diary of a Nobody, regia di Ken Russell - cortometraggio (1964)
- Una Rolls-Royce gialla (The Yellow Rolls-Royce), regia di Anthony Asquith (1964) - non accreditato
- La rapina più scassata del secolo (The Great St. Trinian's Train Robbery), regia di  Sidney Gilliat e Frank Launder (1966) - non accreditato
- Il maggiore Barbara (Major Barbara), regia di John Frankau - film TV (1966)
- L'incredibile affare Kopcenko (Otley), regia di Dick Clement (1968)
- She Follows Me About, regia di Ben Travers - film TV (1970)
- The Rise and Rise of Michael Rimmer, regia di Kevin Billington - film TV (1970)
- Mircalla, l'amante immortale (Lust for a Vampire), regia di Jimmy Sangster (1971)
- Per amore ho catturato una spia russa (To Catch a Spy), regia di Dick Clement (1971)
- Up the Front, regia di Bob Kellett (1972)
- Alice Through the Looking Glass, regia di James MacTaggart - film TV (1973)
- Barry Lyndon, regia di Stanley Kubrick (1975)
- Under the Doctor, regia di Gerry Poulson (1976)
- The Venetian Twins, regia di Paul Kafno - film TV (1976)
- Joseph Andrews, regia di Tony Richardson (1977)
- Rising Damp, regia di Joseph McGrath (1980)
- The Taming of the Shrew, regia di Jonathan Miller - film TV (1980)
- La pazza storia del mondo (History of the World: Part I), regia di Mel Brooks (1981)
- Thank You, P.G. Wodehouse, regia di Brian Morgan - film TV (1981)
- Gulliver in Lilliput, regia di Barry Letts - film TV (1982)
- E la nave va, regia di Federico Fellini (1983)
- Il vento nei salici (The Wind in the Willows), regia di Mark Hall e Chris Taylor - film TV (1983) - voce
- Farmers Arms, regia di Giles Foster - film TV (1983)
- The House, regia di Mike Figgis - film TV (1984)
- Agatha Christie: 13 a tavola (Thirteen at Dinner), regia di Lou Antonio - film TV (1985)
- Alice in Wonderland, regia di Barry Letts - film TV (1986) - voce
- Agatha Christie: Caccia al delitto (Dead Man's Folly), regia di Clive Donner - film TV (1986)
- Agatha Christie: Delitto in tre atti (Murder in Three Acts), regia di Gary Nelson - film TV (1986)
- La seconda vittoria (The Second Victory), regia di Gerald Thomas (1987)
- The Hospice, regia di Dominique Othenin-Girard - film TV (1987)
- Quadri che scottano (Hot Paint), regia di Sheldon Larry - film TV (1988)
- Little Dorrit, regia di Christine Edzard (1988)
- The Child Eater, regia di Jonathan Tammuz - cortometraggio (1989)
- The Fool, regia di Christine Edzard (1990)
- Cin cin, regia di Gene Saks (1991)
- Il segno del comando, regia di Giulio Questi - film TV (1992)
- As You Like It, regia di Christine Edzard (1992)
- Kleptophilia, regia di Adam Ganz - cortometraggio (1993)
- Late Flowering Lust, regia di David Hinton - film TV (1994)
- Day Release, regia di Charles Gauvain (1997)
- RPM, regia di Ian Sharp (1998)
- Victoria & Albert, regia di John Erman - film TV (2001)
- Fakers, regia di Richard Janes (2004)
- Turning Shadows, regia di Rory Aitken - cortometraggio (2006)
- Maial College 2 (Van Wilder 2: The Rise of Taj), regia di Mort Nathan (2006)
- The Shaftesbury Players, regia di John Hayes e Cornelia Hayes O'Herlihy - cortometraggio (2009)
- Man and Dog, regia di Liberty Kay Alana O'Neill - cortometraggio (2010)
- Henry and the Midnight Dentist, regia di Tony Carter - cortometraggio (2013) - voce

### Televisione
- First Night - serie TV, episodio 1x19 (1964)
- Six - serie TV, episodio 1x01 (1964)
- ITV Play of the Week - serie TV, episodio 10x26 (1965)
- Comedy Playhouse - serie TV, 3 episodi (1966-1970)
- Vita da scapoli (Sorry I'm Single) - serie TV, episodio 1x06 (1967)
- The Old Campaigner - serie TV, 6 episodi (1968-1969)
- The Wednesday Play - serie TV, episodio 1x161 (1970)
- Oh Brother! - serie TV, episodio 3x07 (1970)
- The Culture Vultures - serie TV, 5 episodi (1970)
- Ace of Wands - serie TV, episodio 2x03 (1971)
- The Goodies - serie TV, episodio 2x12 (1972)
- The Dick Emery Show - serie TV, episodio 10x08 (1972)
- The Sextet - serie TV, episodio 1x03 (1972)
- A Picture of Katherine Mansfield - serie TV, episodio 1x05 (1973)
- Dad's Army - serie TV, episodio 6x06 (1973)
- Romany Jones - serie TV, 13 episodi (1974-1975)
- Are You Being Served? - serie TV, episodio 3x07 (1975)
- The Rough with the Smooth - serie TV, episodio 1x03 (1975)
- BBC Play of the Month - serie TV, episodio 11x03 (1975)
- Wodehouse Playhouse - serie TV, episodio 2x05 (1976)
- Whodunnit? - serie TV, episodio 4x04 (1976)
- It Ain't Half Hot Mum - serie TV, episodio 5x04 (1977)
- ITV Sunday Night Drama - serie TV, episodio 1x47 (1980)
- Oh Happy Band - serie TV, 5 episodi (1980)
- Lo spaventapasseri (Worzel Gummidge) - serie TV, episodio 3x08 (1980)
- Jackanory Playhouse - serie TV, episodio 11x03 (1982)
- The Kenny Everett Television Show - serie TV, episodio 2x02 (1983)
- Lady Is a Tramp - serie TV, episodio 2x06 (1984)
- The Wind in the Willows - serie TV, episodio 1x01 (1984)
- Murder Most Horrid - serie TV, episodio 2x03 (1994)
- The Rector's Wife - serie TV, 2 episodi (1994)
- Just William - serie TV, episodio 1x05 (1994)
- One Foot in the Grave - serie TV, episodio 6x06 (2000)
- The Worst Week of My Life - serie TV, episodio 2x06 (2005)
- L'ispettore Barnaby (Midsomer Murders) - serie TV, episodio 12x04 (2009)

## Ascendenza
|                                                |                           |                                            | Genitori                              |  |  | Nonni |  |  | Bisnonni                                         |  |  | Trisnonni                                      |  |
|                                                |                           |                                            |                                       |  |  |       |  |  | Robert Gascoyne-Cecil, III marchese di Salisbury |  |  | James Gascoyne-Cecil, II marchese di Salisbury |  |
|                                                |                           |                                            |                                       |  |  |       |  |  | Robert Gascoyne-Cecil, III marchese di Salisbury |  |  | James Gascoyne-Cecil, II marchese di Salisbury |  |
|                                                |                           | Frances Gascoyne                           |                                       |  |  |       |  |  | Robert Gascoyne-Cecil, III marchese di Salisbury |  |  |                                                |  |
| James Gascoyne-Cecil, IV marchese di Salisbury |                           |                                            |                                       |  |  |       |  |  | Robert Gascoyne-Cecil, III marchese di Salisbury |  |  |                                                |  |
|                                                |                           | Georgina Alderson                          | Edward Hall Alderson, barone Alderson |  |  |       |  |  |                                                  |  |  |                                                |  |
|                                                |                           | Georgina Alderson                          | Edward Hall Alderson, barone Alderson |  |  |       |  |  |                                                  |  |  |                                                |  |
|                                                |                           | Georgina Alderson                          | Georgina Drewe                        |  |  |       |  |  |                                                  |  |  |                                                |  |
| Edward Gascoyne-Cecil                          |                           | Georgina Alderson                          |                                       |  |  |       |  |  |                                                  |  |  |                                                |  |
|                                                |                           | Arthur Gore, V conte di Arran              | Philip Gore, IV conte di Arran        |  |  |       |  |  |                                                  |  |  |                                                |  |
|                                                |                           | Arthur Gore, V conte di Arran              | Philip Gore, IV conte di Arran        |  |  |       |  |  |                                                  |  |  |                                                |  |
|                                                |                           | Arthur Gore, V conte di Arran              | Elizabeth Marianne Napier             |  |  |       |  |  |                                                  |  |  |                                                |  |
| Cicely Gore                                    |                           | Arthur Gore, V conte di Arran              |                                       |  |  |       |  |  |                                                  |  |  |                                                |  |
|                                                |                           | Edith Jocelyn                              | Robert Jocelyn, visconte Jocelyn      |  |  |       |  |  |                                                  |  |  |                                                |  |
|                                                |                           | Edith Jocelyn                              | Robert Jocelyn, visconte Jocelyn      |  |  |       |  |  |                                                  |  |  |                                                |  |
|                                                |                           | Edith Jocelyn                              | Frances Cowper                        |  |  |       |  |  |                                                  |  |  |                                                |  |
| Jonathan Gascoyne-Cecil                        |                           | Edith Jocelyn                              |                                       |  |  |       |  |  |                                                  |  |  |                                                |  |
|                                                | Charles Desmond MacCarthy | Charles Edward MacCarthy                   |                                       |  |  |       |  |  |                                                  |  |  |                                                |  |
|                                                | Charles Desmond MacCarthy | Charles Edward MacCarthy                   |                                       |  |  |       |  |  |                                                  |  |  |                                                |  |
|                                                | Charles Desmond MacCarthy | Elizabeth Ravenshaw                        |                                       |  |  |       |  |  |                                                  |  |  |                                                |  |
| Desmond MacCarthy                              | Charles Desmond MacCarthy |                                            |                                       |  |  |       |  |  |                                                  |  |  |                                                |  |
|                                                |                           | Louise Jeanne Wilhelmine de la Chevallerie | …                                     |  |  |       |  |  |                                                  |  |  |                                                |  |
|                                                |                           | Louise Jeanne Wilhelmine de la Chevallerie | …                                     |  |  |       |  |  |                                                  |  |  |                                                |  |
|                                                |                           | Louise Jeanne Wilhelmine de la Chevallerie | …                                     |  |  |       |  |  |                                                  |  |  |                                                |  |
| Rachel MacCarthy                               |                           | Louise Jeanne Wilhelmine de la Chevallerie |                                       |  |  |       |  |  |                                                  |  |  |                                                |  |
|                                                |                           | Francis Warre Warre-Cornish                | Hubert Kestell Cornish                |  |  |       |  |  |                                                  |  |  |                                                |  |
|                                                |                           | Francis Warre Warre-Cornish                | Hubert Kestell Cornish                |  |  |       |  |  |                                                  |  |  |                                                |  |
|                                                |                           | Francis Warre Warre-Cornish                | Louisa Warre                          |  |  |       |  |  |                                                  |  |  |                                                |  |
| Mary Warre Cornish                             |                           | Francis Warre Warre-Cornish                |                                       |  |  |       |  |  |                                                  |  |  |                                                |  |
|                                                |                           | Blanche Ritchie                            | William Ritchie                       |  |  |       |  |  |                                                  |  |  |                                                |  |
|                                                |                           | Blanche Ritchie                            | William Ritchie                       |  |  |       |  |  |                                                  |  |  |                                                |  |
|                                                |                           | Blanche Ritchie                            | Augusta Trimmer                       |  |  |       |  |  |                                                  |  |  |                                                |  |
|                                                |                           | Blanche Ritchie                            |                                       |  |  |       |  |  |                                                  |  |  |                                                |  |